# 分銅鎖

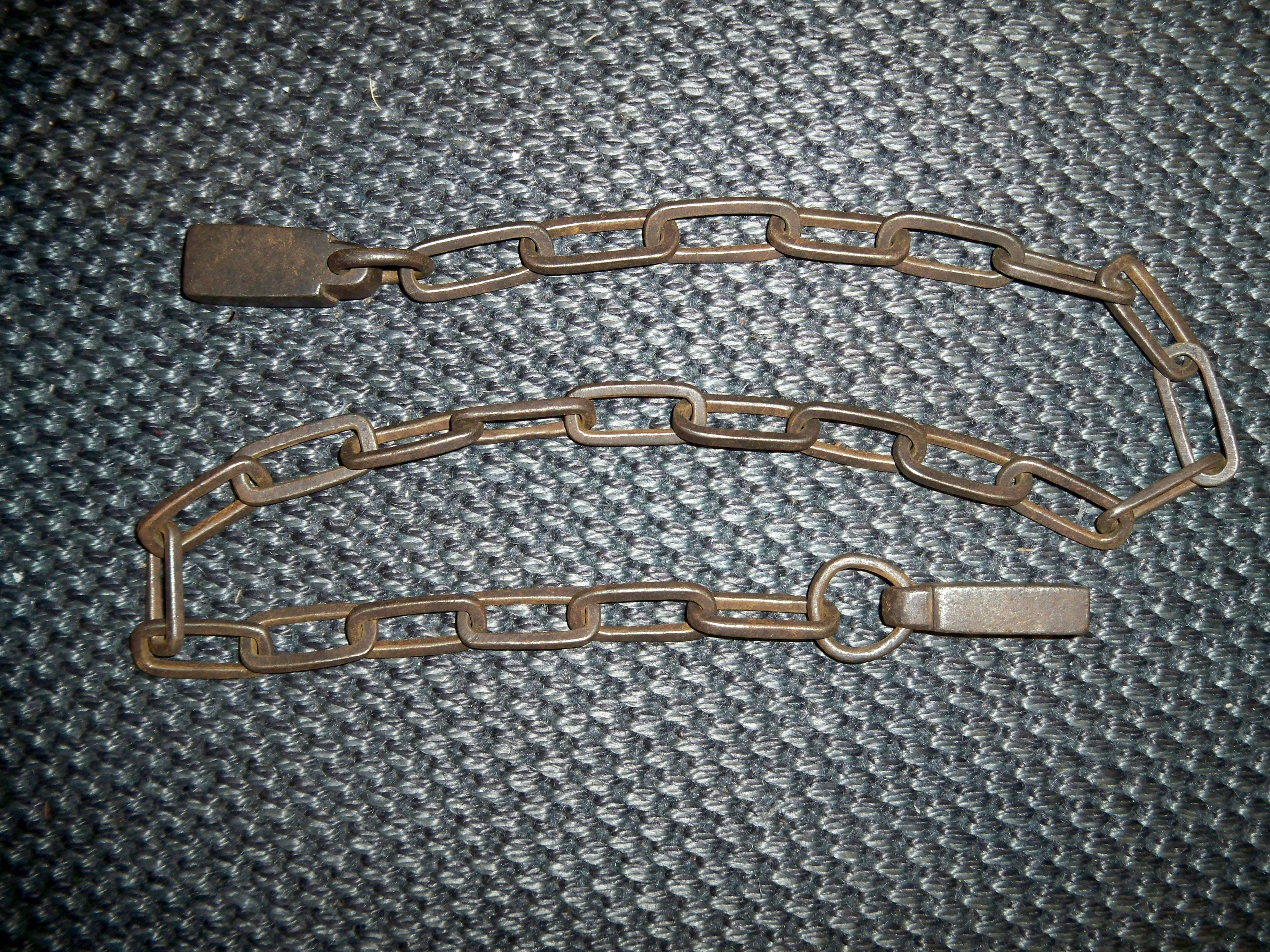
分銅鎖

分銅鎖（ふんどうくさり、鎖分銅、万力鎖、鎖十手、玉鎖、鎖玉、袖鎖、懐鎖、正木鎖）とは、鎖の両端に錘のついた武器である。
流派により、鎖と錘の形状が違い、物によっては物干し竿なみに長い事もある。小型の物は暗器として使用される場合もある。気楽流では折りたたむと掌の中に完全に収納し隠すことができる全長2尺4寸の鈴型分銅がついたものや、大きく振り回し遠くの敵に打ち付けてからめ取ることに用いた全長6尺の長分銅鎖がある。戸田流では分銅を片手で用いる全長2尺8寸の撫四角柱型の分銅鎖がある。

## 運用法
普通は（流派にもよるが）錘と鎖の境を持ち構えるか、服の下に忍ばせておく。攻めは遠心力を利用し錘での近距離殴打、遠距離殴打、絞め、の基本三つと絡め、居合、投擲の応用技がある。
主としては護身用として使われ、敵の刀をからめ捕り落としたり、足めがけて分銅を投げつけ相手がひるんだ隙に逃げ出すことが目的である。その他、捕り物としても使用された。

## 流派
- 正木流（万力鎖）
- 気楽流
- 荒木流
- 後藤流
- 戸田流
- 禁心流
- 本覚克己流
- 神道流
- 疋田流
- 明府真影流